# 向未來進發！
《向未來進發！》（日语：未来へススメ！）是日本偶像組合桃色幸運草的第2張單曲，於2009年11月11日發售。

## 概要
單曲分為通常版和初回限定版A、B發售。初回限定版A附送收錄了PV的DVD，初回限定版B則是附送小冊子。

## 收錄歌曲
1. （作詞：yozuca*，作曲、編曲：黑須克彦）
2. （作詞：AZUKI七，作曲、編曲：德永暁人）※Harajukuロンチャーズ的封面歌曲
3. tofubeats remix

## 音樂合作
- 日本電視台《音樂戰士 MUSIC FIGHTER》2009年11月度POWER PLAY

## 外部連結
- YouTube上的ももいろクローバー　未来へススメ（日語）